# Szmrecsányi Veszely Beáta
Szmrecsányi Veszely Beáta (Budapest, 1970 –) képzőművész. 
Festészeti tanulmányait a Magyar Képzőművészeti Egyetemen végezte, majd a londoni Goldsmiths College-ban, a University of Londonban szerzett képzőművészeti mesterdiplomát 2000-ben . Művészeti kutatással azóta foglalkozik, doktori tanulmányait is itt kezdte. Doktori disszertációját Summa Cum Laude minősítéssel 2017 júniusában védte meg a Magyar Képzőművészeti Egyetemen. www.mke.hu
Több egyetem művészeti tanszékén tanított az Egyesült Királyságban és itthon. Összesen nyolc évet élt távol hazájától, először Glasgowban Skóciában, ahol a Glasgow School of Art festő tanszékén tanított, majd később Londonban, ahol a nemzetközi művészeti élet aktív résztvevője lett. 2004-ben költözött végleg haza és megalapította, majd vezette a TIPP Posztgraduális Kutató Műhelyt, mely a Magyar Képzőművészeti Egyetem és a Goldsmiths College London közös nemzetközi kutató programja volt öt éven keresztül az egyetem tihanyi művésztelepén.www.mke.hu
A művész számos egyéni és csoportos kiállításban mutatta be műveit itthon és külföldön, melyek közül az egyik legjelentősebb a Modern Art Oxfordban 2007-ben volt, valamint többek között a Prágai Királyi Palotában, a Secession-ban Bécsben, a Chisenhale Gallery-ben, az ICA-ban, az Austrian Cultural Forumban, a Camden Arts Centerben Londonban, a Cornerhouse-ban Manchesterben, a Project Art Centerben Dublinban, magán galériákban és múzeumokban Belfastban, Glasgowban, Edinburghban, Saint Etienneben Franciaországban, Bécsben, Berlinben, Új Zélandon, New Yorkban, Milánóban, Tokióban Japánban, a Műcsarnokban és az Ernst Múzeumban Budapesten, a Ludwig Múzeum - Kortárs Művészeti Múzeumban, ahol az állandó gyűjteményben szerepel. Ezen kívül művei megtalálhatók több más közgyűjteményben, mint Hiscox Arts Collection and Projects Londonban, az Albertina Bécsben és a Neue Galerie Grazban Ausztriában, valamint számos nemzetközi magángyűjteményben. 
2015-től a Ló és Művészet Kutatóprogram (HARP - Horse and Art Research program) nemzetközi művésztelep- és kiállítás program vezetője Barnagon, a Balaton-felvidéken a Szmrecsányi Kánságban férjével, Szmrecsányi Mártonnal. 2022-ben megalapította a Lovarda Galériát.
2017 óta a Magyar Művészeti Akadémia köztestületi tagja és 2023-tól a Magyar Művészeti Akadémia Veszprémi Regionális Munkacsoportjának tagja. Archiválva 2021. február 24-i dátummal a Wayback Machine-ben Művészeti tevékenységének központi problematikája egyetemi tanulmányai kezdetén, már 1992-ben eldőlt, mely a ló-ember kapcsolat azóta is. Kisgyerekkora óta lovagol, 2005 óta a Kassai Lovasíjász Iskola , 2018 óta a Nemzeti Lovasakadémia tagja. 